# Bangoen rak - Love by Chance
Bangoen rak - Love by Chance (บังเอิญรัก Love by Chance) è una serie televisiva thailandese diretta da Siwaj Sawatmaneekul che va in onda dal 3 agosto 2018 su GMM 25 per poi concludersi il 9 novembre dello stesso anno. Adattamento della graphic novel "My Accidental Love is You - Rak ni bangoen khue khun" (My Accidental Love is You รักนี้บังเอิญคือคุณ) di Mame12938 (pseudonimo di Orawan Vichayawannakul), è una serie di genere Boy Love, che vede quindi la formazione di diversi amori omosessuali.
Viene inoltre pubblicata in latecast in versione integrale su Line TV dopo la trasmissione televisiva, e per la prima volta la piattaforma streaming permette di vedere le puntate, accessibili tramite link diretto, in tutto il mondo, non bloccandole a livello locale, e offrendo in un secondo tempo anche dei sottotitoli in inglese.
La serie era stata inizialmente programmata dal 27 maggio 2018 su Channel 9 MCOT HD (e sempre in latecast su Line TV in versione integrale, ma dopo 48 ore), ma l'emittente ha deciso di cancellarla dai propri palinsesti a pochi giorni dalla prima messa in onda, scatenando forti reazioni negative sui social nei suoi confronti. Il 10 luglio è stata ufficializzata la trasmissione su GMM 25 a partire dal 3 agosto.

## Trama
Pete, che non stava guardando la strada, si scontra con un ragazzo in bicicletta, Ae. Quest'ultimo, preoccupato del fatto che Pete si possa essere fatto male lo accompagna in una clinica e subito stringono amicizia; per Pete è amore a prima vista. Il giorno successivo, Ae vede un ragazzo picchiare Pete e subito corre in sua difesa; Pete gli spiega che lui è gay e quel ragazzo lo stava ricattando per non rivelarlo alla madre, chiedendogli una cospicua somma di denaro. Ae in quel momento diventa una sorta di guardia del corpo per l'amico, al quale consiglia di fare coming out con la madre lui stesso prima che lo venga a sapere da persone terze.

## Personaggi e interpreti

### Principali
- Ae, interpretato da Tanapon Sukhumpantanasan "Perth".
Amico e coinquilino di Pond, conosce Pete per caso dopo un incidente in bici e subito lo prende sotto la sua ala protettiva.
- Pete, interpretato da Suppapong Udomkaewkanjana "Saint".
Segretamente gay, si innamorerà a prima vista di Ae quando lo conoscerà.
- Tin, interpretato da Phiravich Attachitsataporn "Mean".
Evita a priori le persone non ricche, che considera non al suo livello.
- Can, interpretato da Rathavit Kijworalak "Plan".
Soprannominato "scimmia albina" da Techno, è un ragazzo con la testa un po' tra le nuvole.
- Techno "No", interpretato da Napat Na Ranong "Gun".
Nuovo capitano della squadra di calcio.
- Kengkla, interpretato da Siwat Jumlongkul "Mark".
Ragazzo ricco, innamorato di Techno.
- Tum, interpretato da Kirati Puangmalee "Title".
Amico di Techno, ha la passione per il canto ed è segretamente innamorato del fratellastro.
- Tar, interpretato da Katsamonnat Namwirote "Earth".

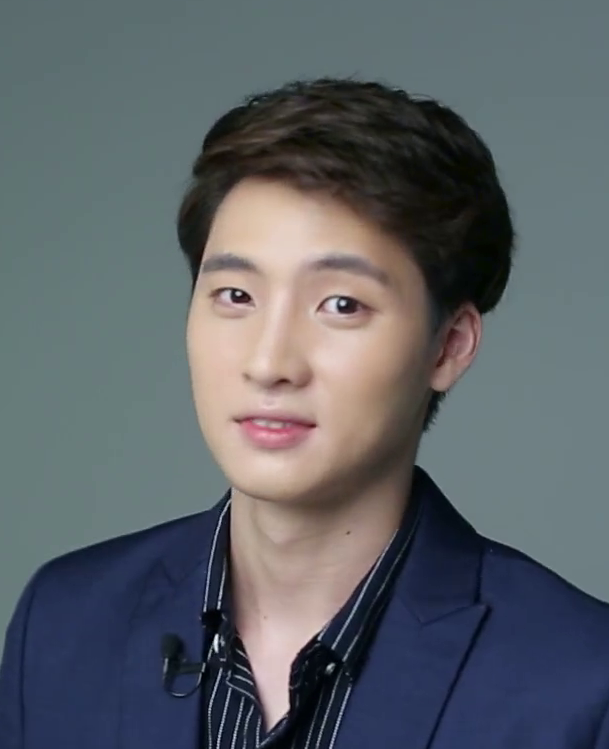
Phiravich Attachitsataporn
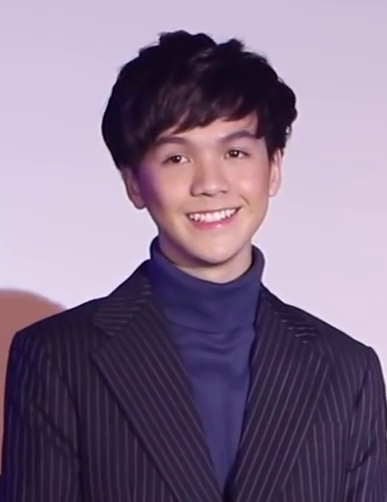
Katsamonnat Namwirote

### Ricorrenti
- Pond, interpretato da Surat Permpoonsavat "Soodyacht".
- Lemon, interpretata da Praeploy Oree "Pray".
- Ping, interpretato da Prapatthorn Chakkhuchan "James".
- Bow, interpretata da Samantha Melanie Coates "Sammy".
- Good, interpretato da Wittawin Veeravidhayanant "Best".
- Technique "Nic", interpretato da Kris Songsamphant.
- Champ, interpretato da Channanda Chieovisaman "Ew".
- Chompoo, interpretata da Mudchima Pluempitiviriyavaj "Bua".
- Cha-am, interpretata da Nachjaree Horvejkul "Cherreen".
- Type, interpretato da Pirapat Watthanasetsiri "Earth".
- Deli, interpretata da Pannin Charnmanoon "Pineare".
- Trump, interpretato da Phurin Ruangvivatjarus "M".
- Tul, interpretato da Thanaboon Wanlopsirinun "Na".
- Ao, interpretato da Wittawat Singlampong "Ball".
- Nut, interpretata da Chutima Limjaloenrat "Tye".
- Madre di Ae, interpretata da Choolwaree Chutiwatkajornchai "Am".
- Madre di Pete, interpretata da Apasiri Nitibhon "Um".
- Madre di Can, interpretata da Preya Wongragreb "Mam".
- Yim, interpretata da Lannaphat Sooyacheewin "Rene".
- Phu, interpretato da Pisit Mahatthanajatuphat "Shogun".
- Fratello minore di Tin, interpretato da Pongsathorn Cheewatham "Max".
- Fratello minore di Tul, interpretato da Tinnapat Tinnakorn "Max".
- Fratello minore di Pete, interpretato da Pakin Nantajiwakornchai "Guy".
- Money, interpretato da Yourboy Nuree.

## Episodi
| Stagione       | Episodi | Prima TV |
| -------------- | ------- | -------- |
| Prima stagione | 14      | 2018     |

## Colonna sonora
- Arunpong Chaiwinit - Mai wah a rai (Wish This Love) (sigla)[6]
- Boy Sompob - Sun (Shake) (dalla colonna sonora originale di "Love Sick: The Series - Rak wun wai run saep")

## ReminderS
Nel 2019 Line TV realizza ReminderS, una miniserie di 3 episodi che si impone come crossover spirituale tra questa serie e Love Sick: The Series.